# Лойчиков, Владислав Ильич
Владислав Ильич Лойчиков (24 марта 1937, Москва — 23 октября 2024, Москва) — заслуженный лётчик-испытатель СССР, Герой Советского Союза (1982).

## Биография
Владислав Лойчиков родился 24 марта 1937 года в Москве. В 1954 году окончил аэроклуб, в 1956 году — Саранскую центральную объединённую лётно-техническую школу ДОСААФ, после чего работал лётчиком-инструктором в аэроклубах, входил в сборную СССР по высшему пилотажу. В 1965 году окончил Школу лётчиков-испытателей.
С 1965 года Лойчиков работал лётчиком-испытателем в Лётно-исследовательском институте имени Громова. В 1967 г. без отрыва от основной службы закончил вечернее отделение МАИ. Участвовал в испытаниях самолётов «Як-50», «Квант», «МиГ-19», «МиГ-21», «МиГ-23», «МиГ-29», «Су-7», «Су-9», «Су-15», «Су-24», «Су-27», «Як-18Т», «Як-38». Установил два мировых авиационных рекорда скорости и один рекорд скороподъёмности. Три раза попадал в аварийные ситуации и катапультировался.
В 1988—1989 годах руководил Школой лётчиков-испытателей, в 1990—1992 годах был этой же школе ведущим инженером. В 1992 году перешёл на работу заместителем по методической части начальника лётно-исследовательского комплекса. С 1998 года — на пенсии.
Умер 23 октября 2024 года. Похоронен в Жуковском на Быковском кладбище.

## Награды и звания
- Герой Советского Союза — за «мужество и героизм, проявленные при испытании новой авиационной техники», указ Президиума Верховного Совета СССР от 17 декабря 1982 года (медаль «Золотая Звезда» за № 11486)[5]
- два ордена Ленина и ряд медалей[5]
- Заслуженный лётчик-испытатель СССР[5]